# Leipziger Schnellpressenfabrik
Die Leipziger Schnellpressenfabrik stellte in der Stadt Leipzig Schnellpressen her. 

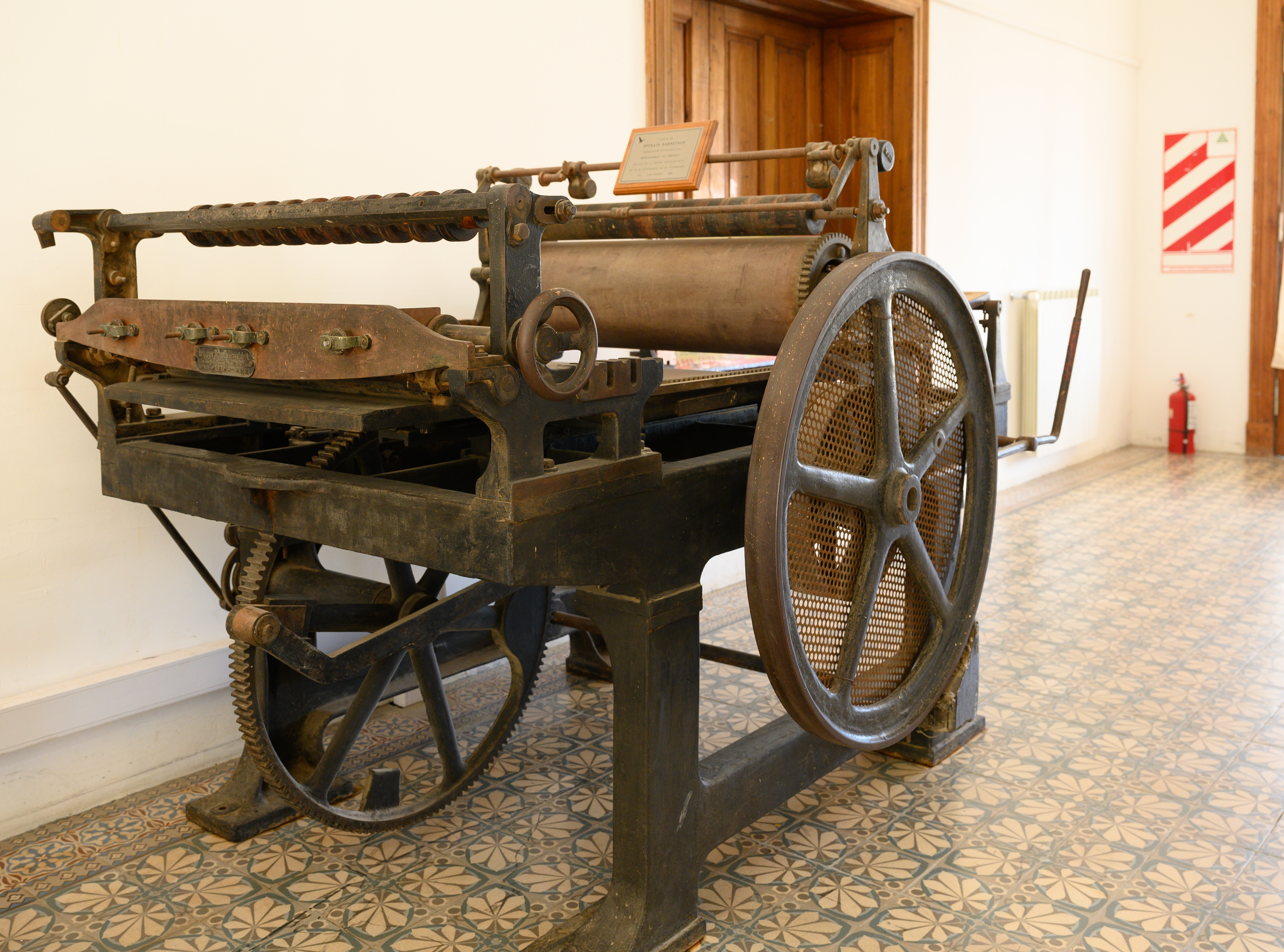
Druckmaschine der Leipziger Schnellpressenfabrik im Bahnhofsmuseum Puerto Deseado Argentinien

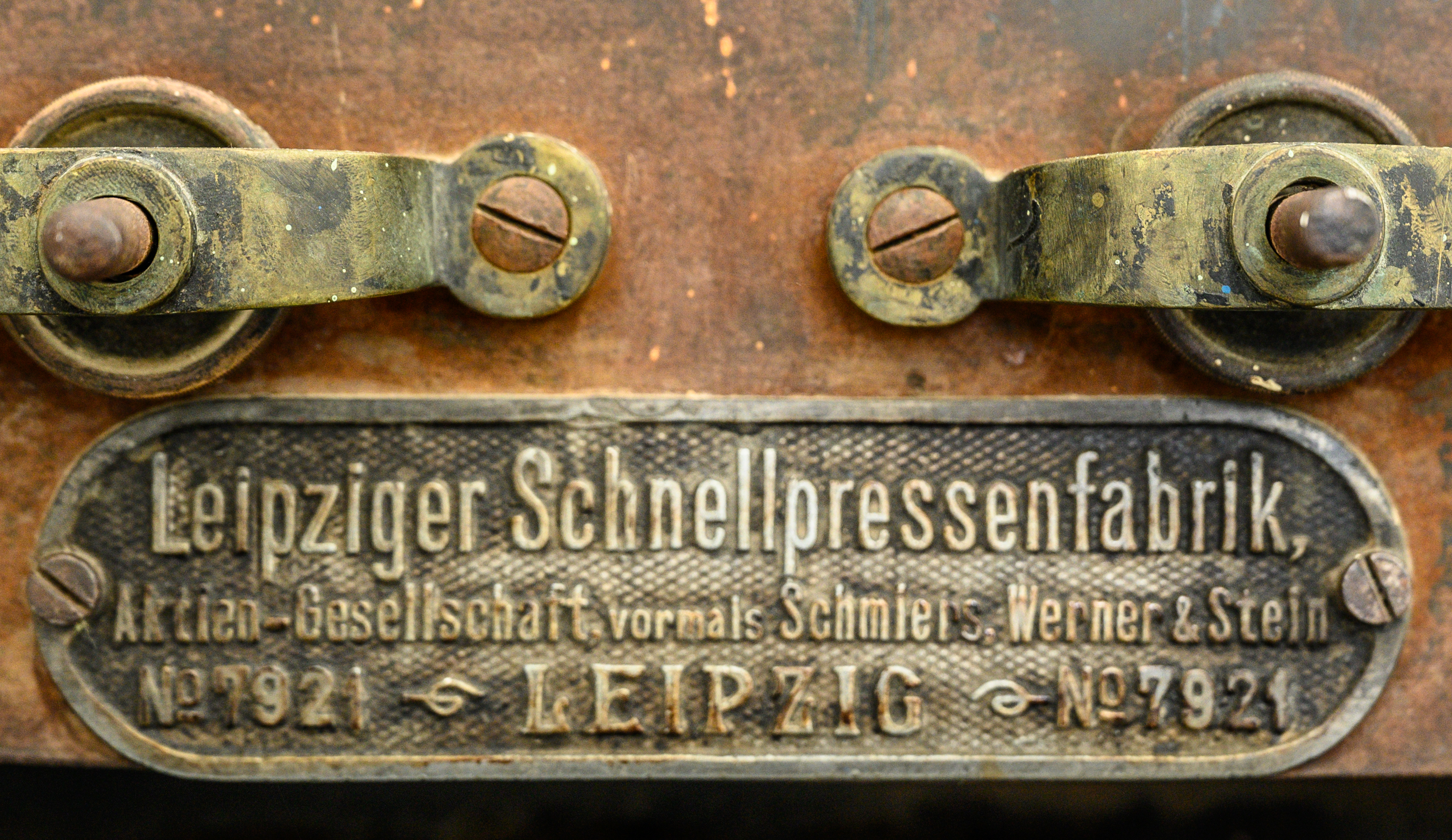
Typenschild der Leipziger Schnellpressenfabrik von ca. 1900

Sie ging Anfang des 20. Jahrhunderts aus der Firma „Schmiers, Werner & Stein“ (SWS) hervor. SWS fertigte um 1900 Steindruck-Schnellpressen.
Die Leipziger Schnellpressenfabrik arbeitete mit Dr. Otto C. Strecker (Offset-Präparate), mit den Chr. Hoftmann-Steinberg'schen Farbenfabriken (Offsetfarben) sowie mit Krause & Baumann (Offset-Chromopapiere) zusammen.
Im Jahre 1907, nach der Erfindung des Offsetdrucks 1904 in USA durch Ira W. Rubel und Caspar Hermann, wurde in einem Leipziger Ladengeschäft die erste deutsche Bogenoffsetmaschine „Triumph“ vorgestellt. Caspar Hermann hatte dazu in der Leipziger Schnellpressenfabrik eine Harris-Bogenrotation umgebaut.
1924 fusionierte die Leipziger Schnellpressenfabrik mit der Dresdner Schnellpressenfabrik zur Dresden-Leipziger Schnellpressenfabrik AG. Es wurden „Schnelllaufende Einfarben- und Zweifarben-Offsetpressen, Schön- und Widerdruck - Offsetpressen, Buchdruckschnellpressen, Zweitourenschnellpressen und Autotiegeldruckpressen“ hergestellt.